# Ланьяско
Ланьяско (італ. Lagnasco, п'єм. Lagnasch) — муніципалітет в Італії, у регіоні П'ємонт,  провінція Кунео.
Ланьяско розташоване на відстані близько 510 км на північний захід від Рима, 50 км на південь від Турина, 28 км на північ від Кунео.
Населення — 1445 осіб (2014).

## Демографія
Населення за роками:

Станом на 1 січня 2023 року в муніципалітеті офіційно проживало 195 іноземців з 20 країн, серед них 32 громадяни країн Євросоюзу.

## Сусідні муніципалітети
- Манта
- Салуццо
- Савільяно
- Скарнафіджі
- Верцуоло